# Ramon Perxells
Ramon Perxells (o potser Perxelis) (Reus, 1787 - segle XIX) va ser un naiper o cartaire català, és a dir un fabricant de cartes de joc.
Va obrir un obrador a Reus, al carrer del Pubill Oriol, a inicis de 1808. Disposava de diversos taulells per imprimir al bac. El bac era un estri utilitzat pels naipers, els estampadors d'imatges populars i els de teixits i paper pintat per a entintar els motlles de fusta on prèviament s'havia gravat el dibuix o el motiu escollit que després, amb un fort cop, s'estampaven al paper o a la roba.
Reus havia experimentat al tombar el segle xviii un important creixement demogràfic que portà a la ciutat a ser la segona del país en nombre d'habitants. El 1787 tenia 15.000 habitants, i prop de 24.000 el 1820. Era un gran mercat, un lloc on es concentrava molta gent de les comarques veïnes, comerciants i traginers sobretot, on els hostals sempre estaven plens de forasters. Això comportava que el joc fos molt estès, com ho indiquen la quantitat de cartaires que va obrir taller a Reus a finals del segle xviii i fins a mitjans del segle xix.
Ramon Perxells era un naiper conegut, perquè s'han conservat diversos rebuts de les seves feines, però no n'ha quedat mostra del seu art. Els jocs de cartes són efímers. Se sap que el 1829 estava casat i tenia el seu taller al carrer de santa Anna número 9, en un local més gran que l'anterior. Els llibres del cadastre conservats a l'Arxiu Històric de Reus el consideren el naiper més actiu entre els anys 1808 i 1829, fent la competència en quantitat, no en qualitat, a Benet Barber. Les abundants notícies que proporciona el "Cens de 1820", també a l'Arxiu Històric de Reus, permeten conèixer l'existència de diversos cartaires instal·lats a la ciutat. Aquest cens es va elaborar amb molta exactitud per a poder realitzar amb garanties les eleccions que se celebraven en la nova situació sorgida al començar el Trienni liberal. El cens de 1820 diu que a Reus, aquell any, hi havia 9 fabricants de cartes: Ramon Perxells, Francesc Gaspà (o Gaspar), Marian Arbós, Francesc Garcia, Emidgi Busquets, Ventura Garcia i els coneguts impressors i cartaires Benet i Ramon Barber. Es té constància de que Ramon Perxells no tenia botiga oberta al públic, només un taller on estampava els seus productes, que es comercialitzaven a través dels llibreters reusencs. Josepa Feixó, viuda de Francesc de Paula Compte, Francesc Roca, Pau Riera i Antoni Berdeguer eren els principals venedors de naips a Reus.